# Никольская церковь (Каменское)
Церковь Николая Чудотворца — православный храм в селе Каменское Наро-Фоминского городского округа Московской области. По современным представлениям возведён в начале XIV века, что делает его одним из древнейших сохранившихся храмов Подмосковья и также одним из первых каменных храмов, построенных в Московском княжестве.

## Архитектурные особенности

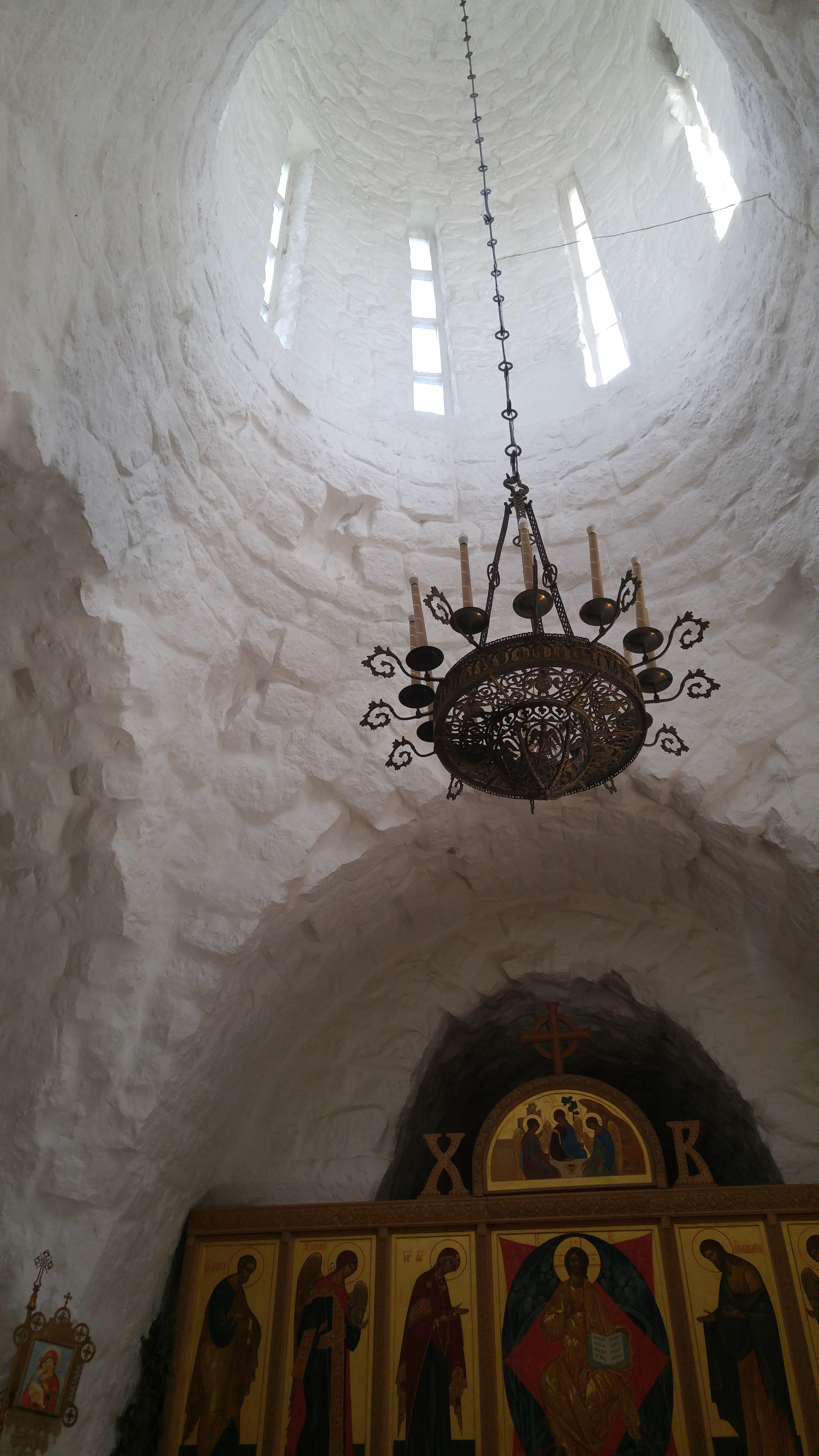
Своды и световой барабан церкви

Одноглавый трёхапсидный храм. Сторона четверика составляет 10,2 м. Сложен полностью из белого камня, причём большинство блоков обработаны в «получистой» технике, гладко вытесаны лишь детали портала, цоколя, архивольтов закомар. Обнаружен дефект в разметке плана церкви: юго-западный и северо-западный углы не вполне прямые, стены её имеют заметную дисторсию (бочкообразны).
Конструктивно Никольская церковь принадлежит к редкому в русской архитектуре «пилонному типу» или типу «храмов с угловыми столбами», получившему распространение в основном в южнославянских странах в XII—XIV веках. Это были бесстолпные храмы, в которых для распределения нагрузки от светового барабана и купола в углах делались выступы-опоры. Из-за этого внутреннее пространство храма в плане получало форму креста. На Руси из подобных зданий можно назвать разве что несколько коломенских храмов: церковь Иоанна Предтечи (там пилоны были убраны), а также первые здания соборов Бобренева и Старо-Голутвина монастырей (не сохранились).
Внешне церковь относительно слабо декорирована, к тому же последующие переделки сопровождались разрушением древних элементов декора. Так, были утеряны два из трёх порталов. Третий, южный, фрагментарно сохранился и был полностью восстановлен в 1958—1964 годах. Стены церкви первоначально завершались закомарами; их архивольты опирались на консоли, обломки которых были найдены при раскопках 1958—1964 годов. Размеры закомар по обнаруженным обломкам точно определить не удалось; не ясно, были ли все закомары одинаковы или же средняя превосходила боковые по ширине.
Интересен уступ под барабаном Никольской церкви. Предполагается, что на него могла быть установлена платформа для лучников, и в этом случае церковь становилась своеобразным «донжоном».

## Датировка

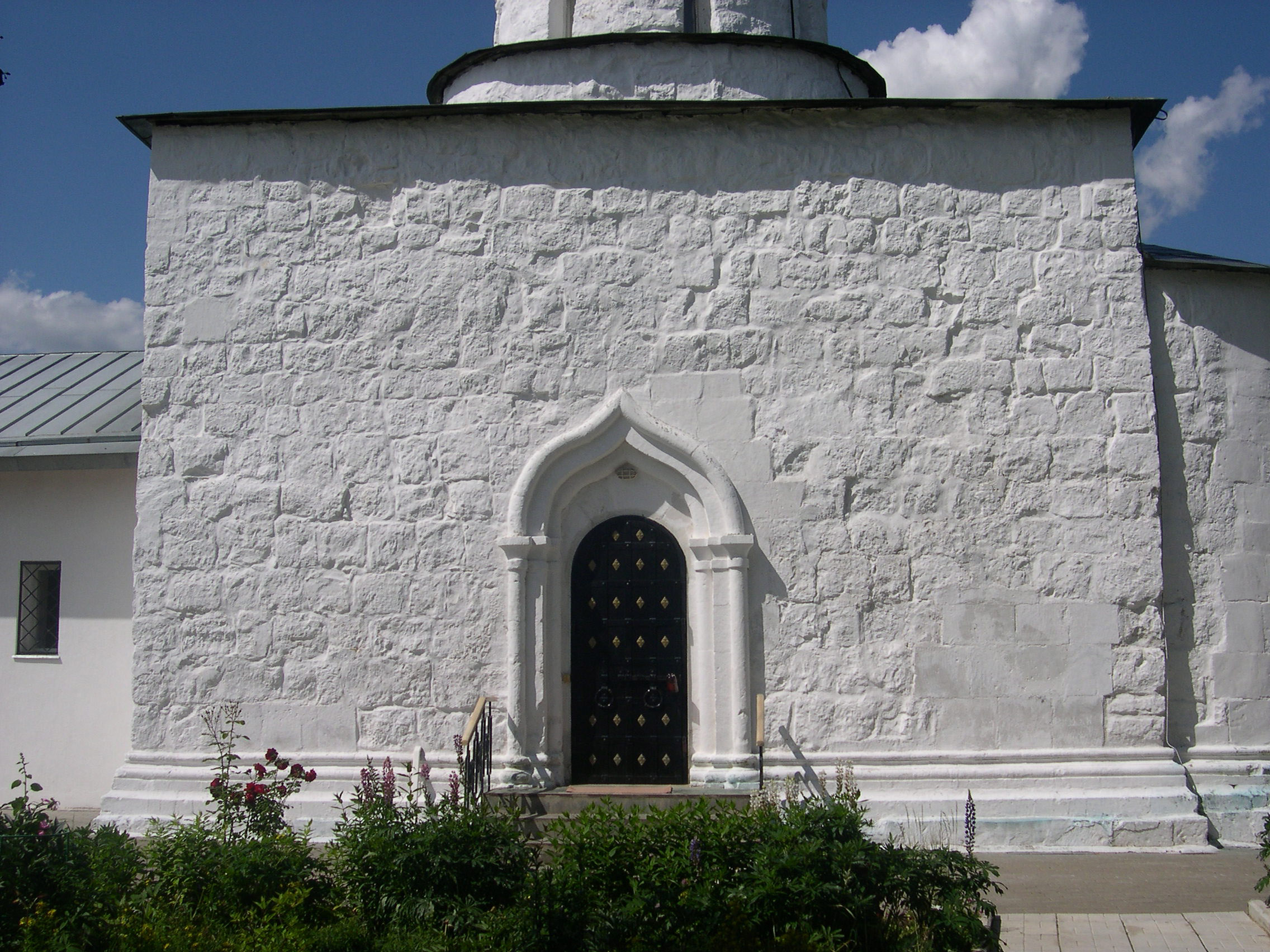
Южный фасад храма с восстановленным порталом

В конце XIX века М. Т. Преображенский выполнил обмеры церкви и опубликовал её описание, отнеся к числу древнейших архитектурных памятников Калужской губернии. Вновь в поле зрения историков архитектуры Никольская церковь попала лишь в 1950-е годы. Первые исследователи предлагали сравнительно поздние датировки: рубеж XV—XVI веков, первая половина XV века, II четверть XV века.
Б. Л. Альтшуллер отнёс строительство церкви ко второй половине XIV века, а именно ко времени Дмитрия Донского, укреплявшего южные рубежи княжества (Коломна и в меньшей степени Серпухов). В основе его аргументации лежал тот факт, что в XIV—XV веках трудоёмкое строительство каменных храмов могло вестись только в наиболее важных населённых пунктах. Следовательно, датировка XV и тем более XVI веком невероятна, поскольку именно в это время Каменское теряет какое-либо значение и даже перестаёт упоминаться в духовных грамотах московских князей. До этого, а именно, как считал Б. Л. Альтшуллер, до Куликовской битвы (1380) Каменское было пограничным населённым пунктом и строительство здесь храма было оправдано.
С. В. Заграевский указал, что Каменское перестало быть пограничным селением уже в гораздо более отдалённое время. На более раннее время, чем вторая половина XIV века указывает и грубость в обработке камня, и неточность разметке плана. Кроме того, название «Каменское», известное уже с 1325 года, косвенно указывает на наличие здесь каменного здания или каменоломен. Камень отсюда, однако, сбывать было некуда, кроме как опять же использовать для местного строительства. Наконец, рассматривая политическую обстановку в Северо-Восточной Руси начала XIV века, С. В. Заграевский предлагает период, в который вероятнее всего могла быть построена церковь: 1309—1312 годы.

## История

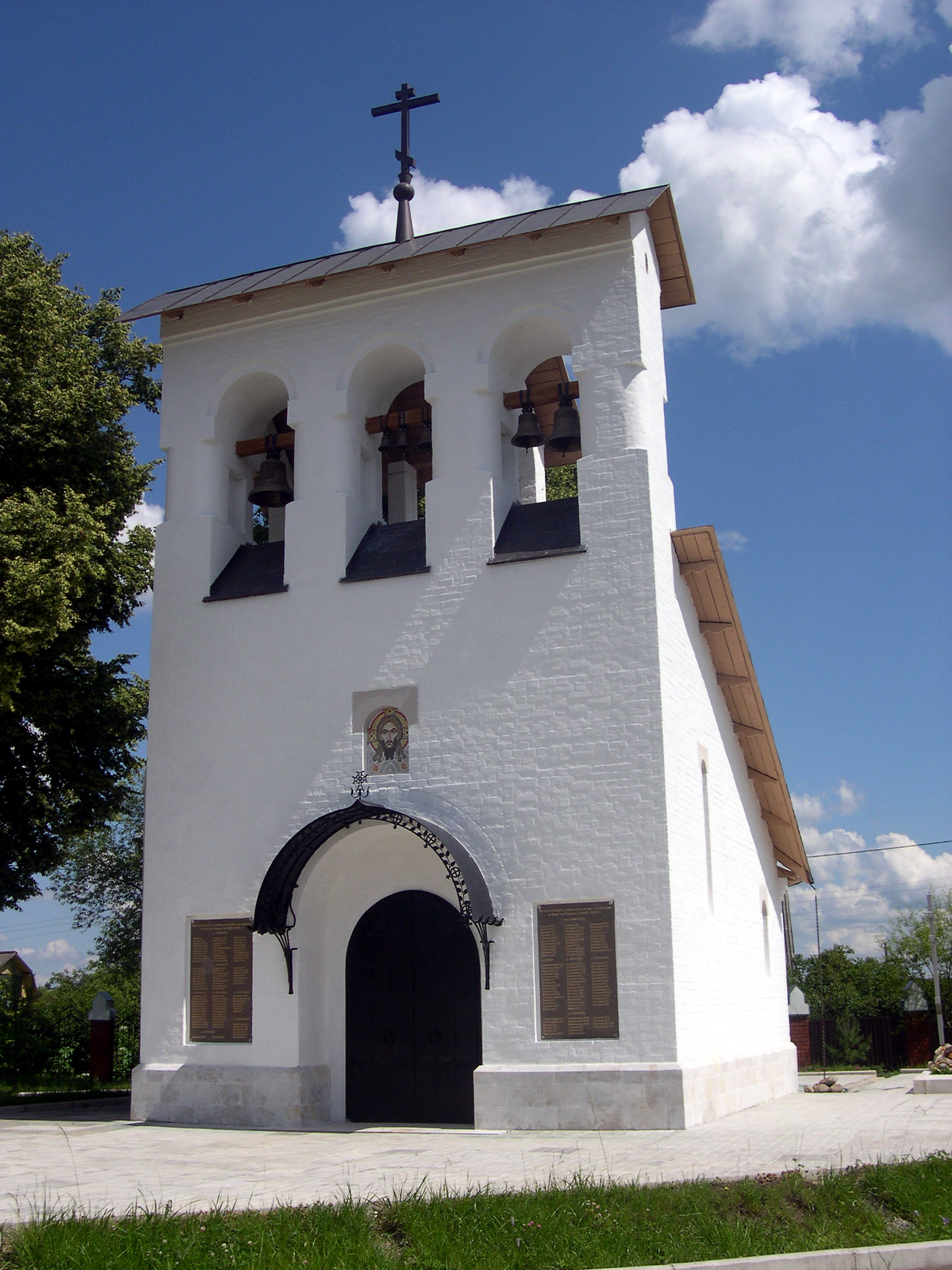
Звонница, построена после возвращения храма верующим

Впервые в письменных источниках каменная церковь в Каменском упоминается в 1612 году (Дозорная книга Боровского уезда), при этом отмечается, что она уже ветхая. По всей видимости, во время событий Смутного времени церковь обвалилась, в 1629 году в Писцовой книге сообщается, что храм по-прежнему стоит в руинах, а вести в нём службу некому. Лишь в 1649 году церковь восстановили и освятили вновь.
В XVIII веке церковь расширили, пристроив к ней придел во имя мученика Уара, обширную трапезную и трёхъярусную колокольню. Тогда же были убраны закомары, сделана четырёхскатная кровля, а над световым барабаном надстроена декоративная главка. В 1893 году был построен придел Рождества Христова.
С 1896 года настоятелем церкви был Евстафий (Сокольский). Он продолжал вести службы и после Октябрьской революции, пока в 1938 году не был арестован, обвинён в контрреволюционной деятельности и расстрелян. В 1989 году его реабилитировали, а в 2000 причислили к лику святых в сонме новомучеников и исповедников российских.
После ареста священника церковь была закрыта. В 1941 году в её окрестностях велись бои с немецкими захватчиками, однако храм практически не пострадал. В 1958—1964 находящуюся в аварийном состоянии церковь отреставрировали и удалили все поздние пристройки. Тем не менее, для полного восстановления первоначального облика храма археологам не хватило данных: не были воссозданы западный и северный порталы, закомары и изначальное покрытие церкви.
В 1999 году здание церкви было передано верующим. В 2000 году с западной стороны храма был пристроен небольшой притвор.